# Combolcià
Combolcià (amarico: ኮምቦልቻ, Kombolča) è una città e woreda situata nell'Etiopia centro-settentrionale nella Zona del Uollo Meridionale nella Regione degli Amara. Alcuni libri descrivono la città come essere praticamente identica all'adiacente città di Dessiè, 13 km a nord-ovest. Ambedue le città sono servite da un piccolo aeroporto (ICAO code HADC, IATA DSE).
Le due principali fabbriche della città sono: la Kombolcha Steel (fabbrica siderurgica di acciaio), posseduta da Mohammed Al Amoudi, e la Kombolcha Textile Factory (KTF) (fabbrica tessile).
La città sorge vicino alla sorgente del fiume Borkana.
Alcuni archeologi hanno trovato resti di antichi insediamenti cristiani nei paraggi della città.
Durante il periodo del colonialismo Italiano la città era dotata di uffici postali, linee telefoniche, una clinica, uno spaccio, una succursale dell'AASS (l'ANAS di  allora) e altre comodità destinate ad aiutare i coloni italiani di allora.
Nel 1994 la città contava 39.466 abitanti; il 41,71% dei quali apparteneva alla Chiesa ortodossa etiope, mentre il 57,42% erano Islamici.

## Storia
Tra il 17 e il 26 aprile 1941 vi si svolse la battaglia di Combolcià, il presidio si arrese il 19 maggio 1941.